# Бабій Олександр Максимович
Олександр Максимович Бабі́́й (нар. 23 квітня 1906, Київ — пом. 31 жовтня 1953, Київ) — український радянський звукооператор.

## З біографії
Народився 23 квітня 1906 року у місті Києві (нині Україна). 1936 року закінчив Київський інститут кіноінженерів.
З 1930 року працював на «Українфільмі», з 1939 року — Київській кіностудії художніх фільмів. В роки німецько-радянської війни — на Ашґабатській кіностудії.
Помер у Києві 31 жовтня 1953 року.

## Роботи у кіно
Озвучив німі стрічки «Кармалюк» і «Два дні», оформив перший український ігровий звуковий фільм «Іван» (1932, режисер Олександр Довженко). Брав участь у створенні кінокартин:
- «Кришталевий палац» (1934);
- «Останній порт» («Загибель ескадри»; 1935));
- «Суворий юнак» (1935, режисер Абрам Роом);
- «Я люблю» (1936, режисер Леонід Луков);
- «Запорожець за Дунаєм» (1938, екранізація Івана Кавалерідзе);
- «Вершники» (1939, режисер Ігор Савченко);
- «Ескадрилья № 5» («Війна починається»; 1939, режисер Абрам Роом);
- «Визволення» (1940);
- «Радянська Буковина» (1940);
- «Бойова кінозбірка № 9» (1942, режисер Марко Донський);
- «Як гартувалася сталь» (1942, режисер Марко Донський);
- «Райдуга» (1943, режисер Марко Донський);
- «Партизани в степах України» (1943);
- «Нескорені» (1945, режисер Марко Донський);
- «Українські мелодії» (1945);
- «Подвиг розвідника» (1947, режисер Борис Барнет);
- «Третій удар» (1948, режисер Ігор Савченко);
- «Тарас Шевченко» (1950, режисер Ігор Савченко);
- «Герої Шипки» (1955).